# Lavansaari
Lavansaari (russe : Мощный, en finnois : Tytärsaari, suédois : Lövskär, estonien : Lavassaar) est une île située dans le golfe de Finlande à 120 km a l'ouest de Saint-Pétersbourg.
L'île fait partie du raïon de Kingissepp de l'oblast de Léningrad en Russie.

## Présentation
La superficie de l'île est d'environ 13,9 km2.
Après la guerre civile finlandaise et jusqu'à la guerre d'hiver russo-finlandaise, l'île faisait partie de la Finlande et appartenait à la province de Viipuri.
L'île, qui était la plus peuplée des îles finlandaises du golfe de Finlande, a été évacuée en 1939 en quelques heures et elle est une des Îles extérieures du golfe de Finlande.

## Galerie

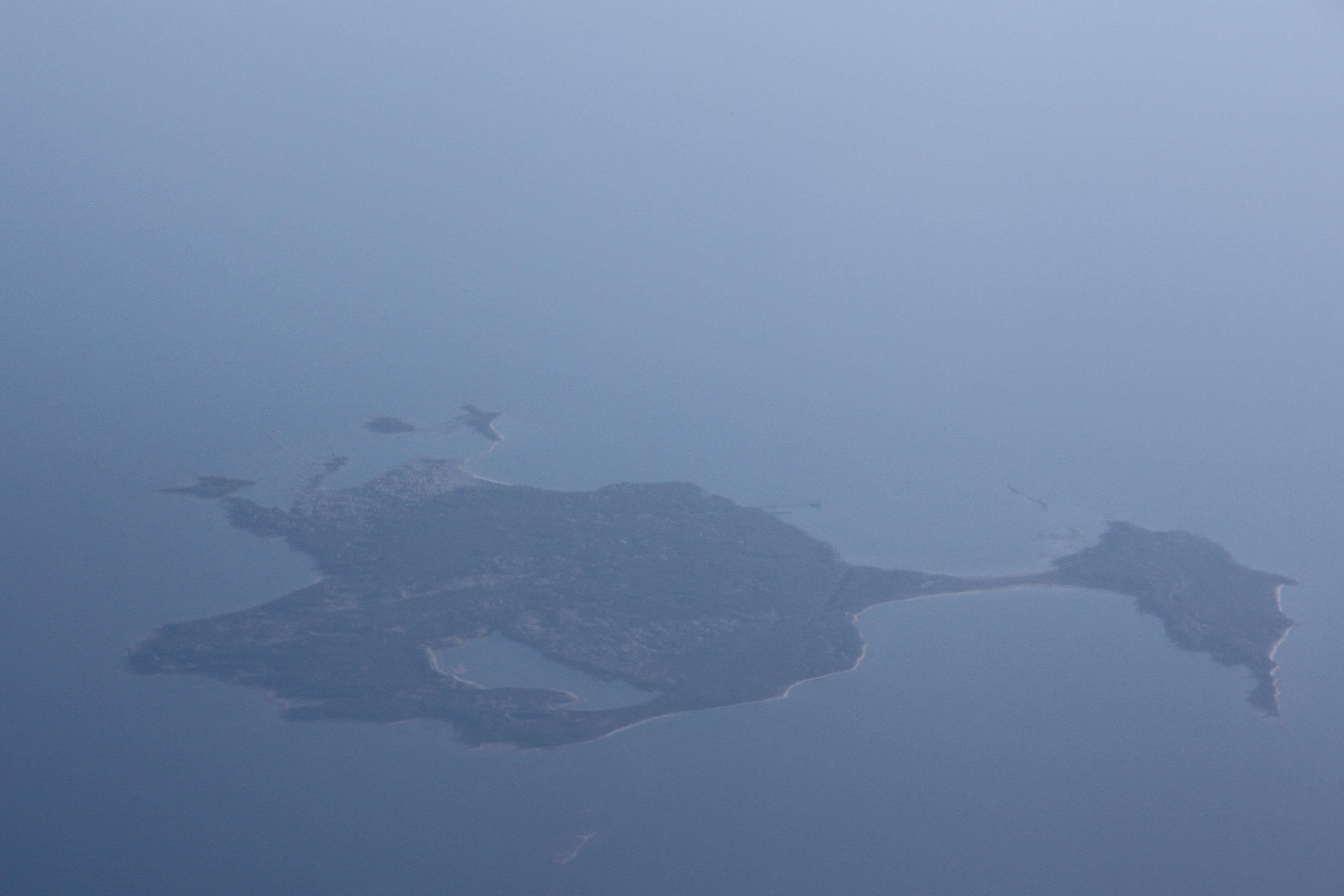
Vue aérienne.
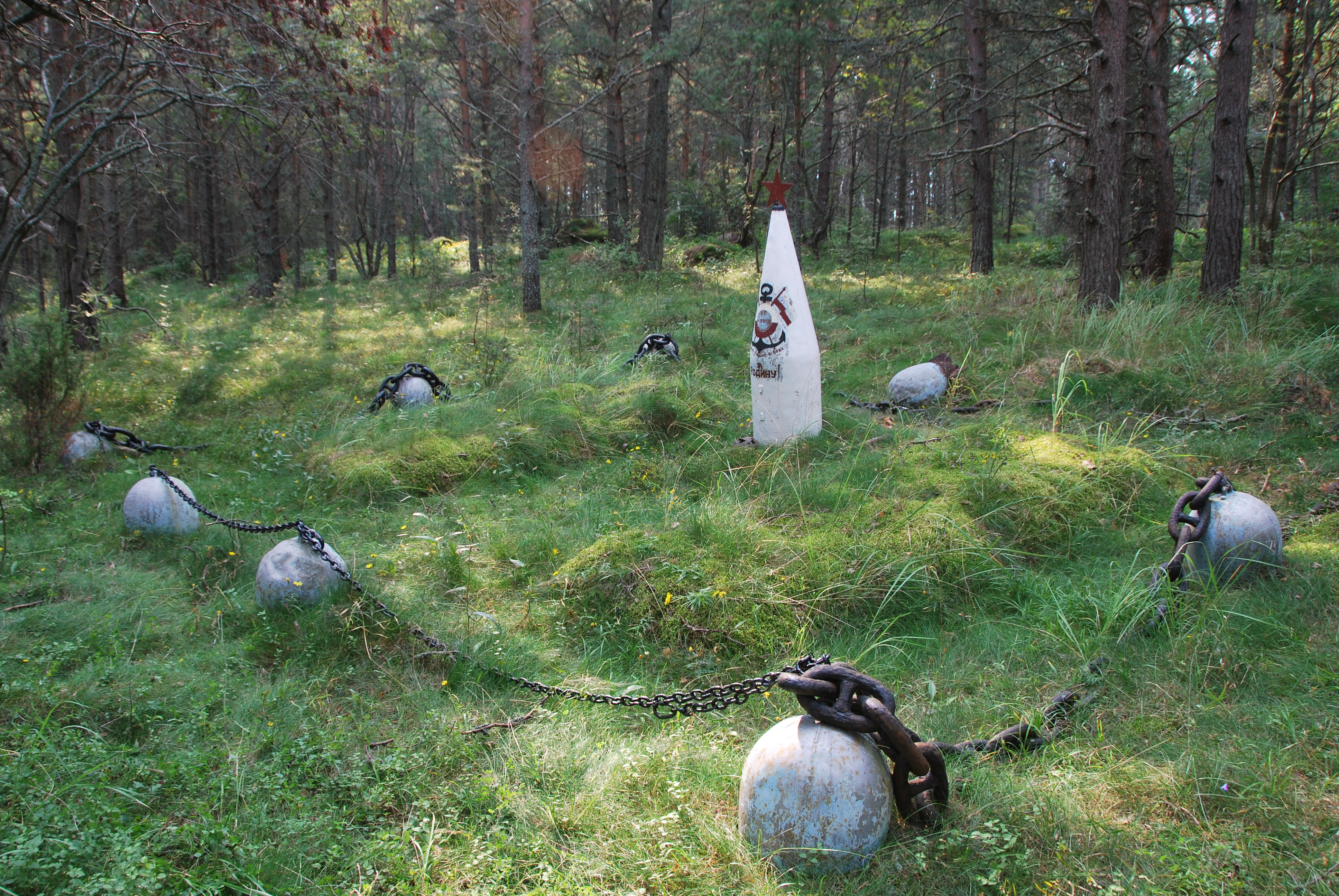
Mémorial.
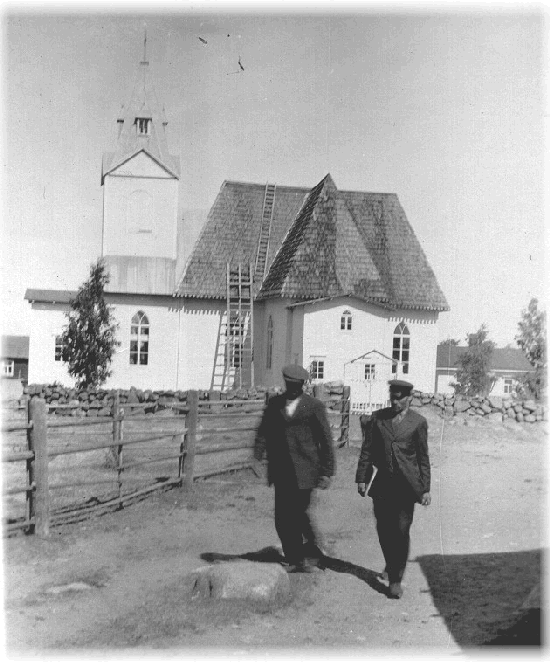
L'église de Lavansaari.
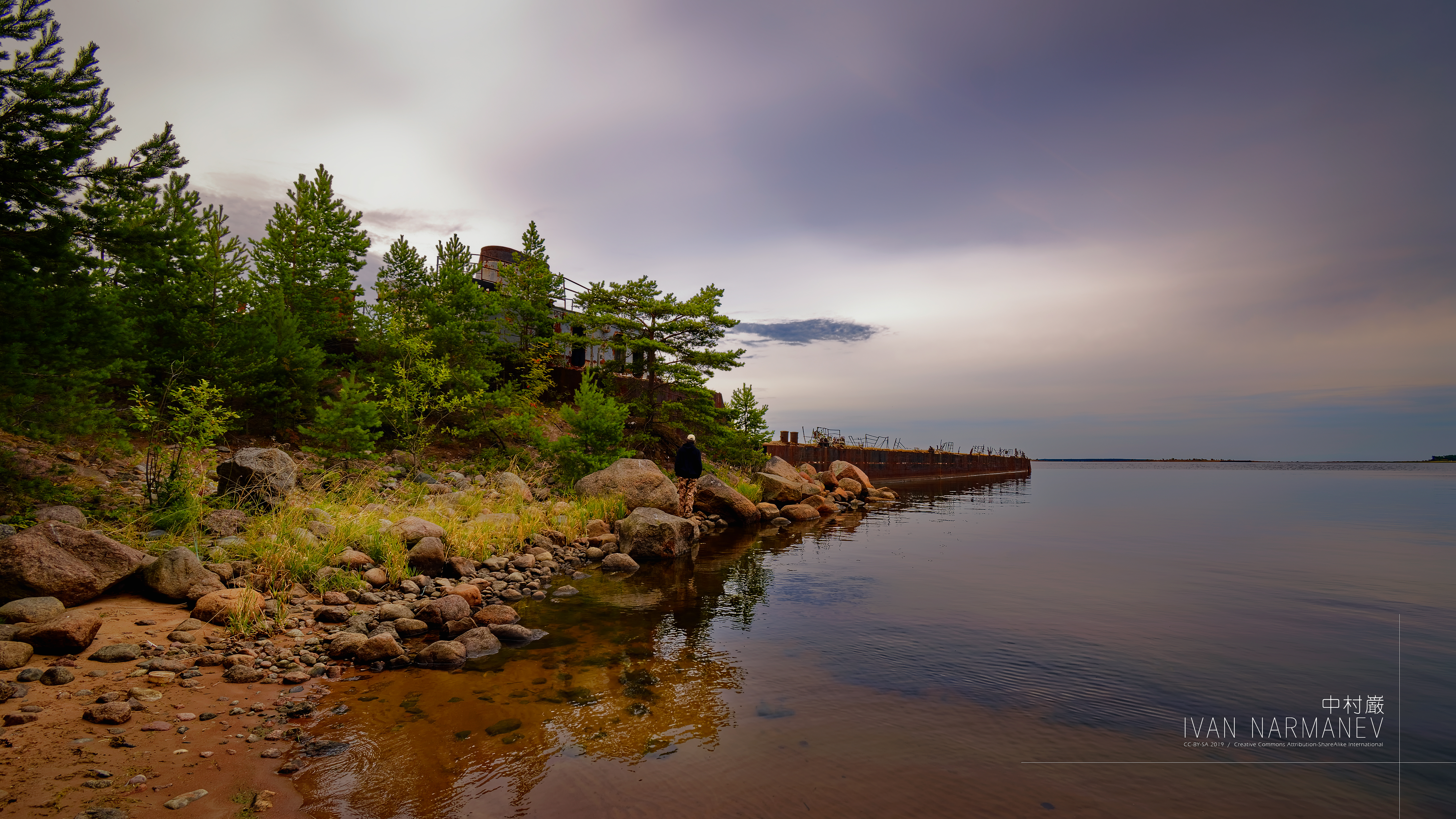